# Bill Barrett

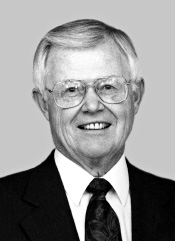
Bill Barrett

William E. „Bill“ Barrett (* 9. Februar 1929 in Lexington, Nebraska; † 20. September 2016 ebenda) war ein US-amerikanischer Politiker. Zwischen 1991 und 2001 vertrat er den dritten Wahlbezirk des Bundesstaates Nebraska im US-Repräsentantenhaus.

## Werdegang
Bill Barrett besuchte bis 1952 das Hastings College und danach das Nebraska Realtors Institute. Anschließend wurde er auf dem Immobilienmarkt tätig und diente in der US-Marine. Politisch wurde er Mitglied der Republikanischen Partei. Zwischen 1964 und 1966 und nochmals von 1973 bis 1979 war er im Vorstand der Republikaner in Nebraska, wobei er von 1973 bis 1975 selbst Parteivorsitzender war.
Im August 1968 war Barrett Delegierter zur Republican National Convention in Miami Beach, auf der Richard Nixon als Präsidentschaftskandidat der Partei nominiert wurde. In den Jahren 1975 und 1976 leitete er den Präsidentschaftswahlkampf von Gerald Ford in Nebraska. Von 1973 bis 1975 gehörte er auch dem Republican National Committee an. Bill Barrett war Mitbegründer und Kurator des Nebraska Real Estate Political Education Committee. Von 1979 bis 1991 saß er in der Nebraska Legislature, als deren Präsident er ab 1987 in der Nachfolge von William E. Nichol fungierte.
1990 wurde Barrett im dritten Distrikt von Nebraska in das US-Repräsentantenhaus gewählt, wo er am 3. Januar 1991 die Nachfolge von Virginia Smith antrat. Nachdem er auch die folgenden vier Wahlen gewonnen hatte, konnte er sein Mandat im Kongress bis zum 3. Januar 2001 ausüben. Er war Mitglied und später stellvertretender Vorsitzender des Landwirtschaftsausschusses. Außerdem saß er im Erziehungsausschuss. Im Jahr 2000 kandidierte er nicht mehr für den Kongress. Bill war mit Elsie Carlson Barrett verheiratet und lebte bis zuletzt in Nebraska.